# Svarthuvad trogon
Svarthuvad trogon (Trogon melanocephalus) är en fågel i familjen trogoner inom ordningen trogonfåglar.

## Utbredning och systematik
Svarthuvad trogon behandlas antingen som monotypisk eller delas in i två underarter med följande utbredning:
- Trogon melanocephalus melanocephalus – förekommer i gulfkaribiska sluttningar i östra Mexiko till nordöstra Costa Rica
- Trogon melanocephalus illaetabilis – förekommer i västra Costa Rica

## Status och hot
Arten har ett stort utbredningsområde, men tros minska i antal, dock inte tillräckligt kraftigt för att den ska betraktas som hotad. Internationella naturvårdsunionen IUCN listar därför arten som livskraftig (LC).

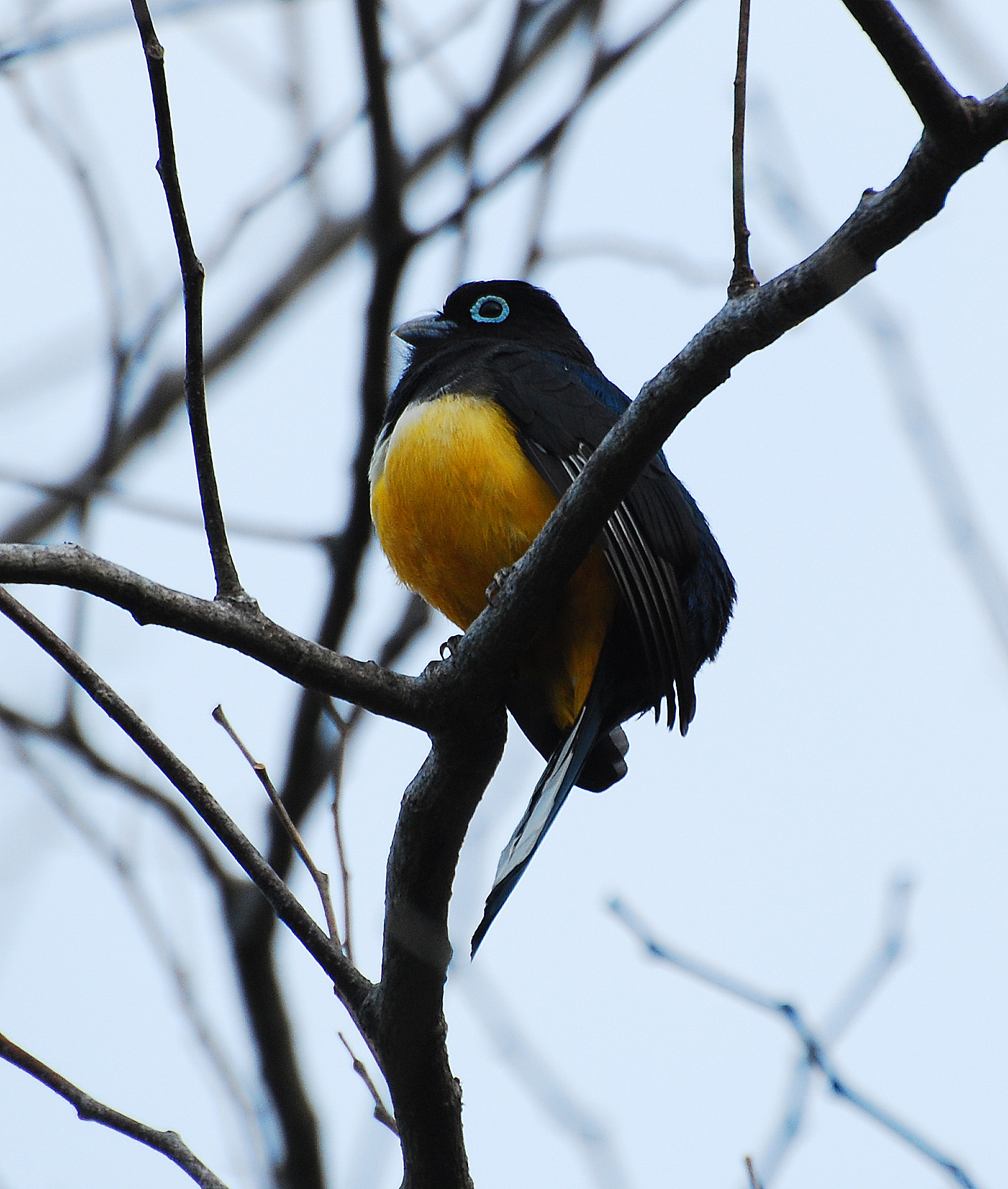